# Districte de Mersch
El Districte de Mersch va ser un dels quatre districtes del Gran Ducat de Luxemburg entre 1857 i 1867. La seva capital era Mersch. Fins avui, és l'únic districte que es va crear després dels tres inicials i l'únic que ha estat dissolt.
El districte va ser creat el 30 de maig 1857. Amb el cantó de Mersch del districte de Luxemburg i el cantó de Redange del districte de Diekirch. Es va dissoldre deu anys més tard, el 4 de maig de 1867 per la cancel·lació de la llei del 1857, tronant als districtes inicials.

## Subdivisions
El nou districte es va dividir en dos cantons i 23 comunes:
| 1. Cantó de Mersch : - Bissen - Boevange-sur-Attert - Berg - Fischbach - Heffingen - Larochette - Lintgen - Lorentzweiler - Mersch (capital) - Nommern - Tuntange | 2. Cantó de Redange : - Arsdorf - Beckerich - Bettborn - Bigonville - Ell - Folschette - Grosbous - Perlé - Redange - Saeul - Useldange - Vichten |